# Svenska marinen
Svenska marinen er den gren i Sveriges Försvarsmakten, som varetager maritime opgaver i fred, krise og krig i nationale og internationale sammenhænge. Svenska Marinen er opdelt i Flottan (flåden) og Amfibiekåren (marineinfanteriet). Kystartilleriet udgjorde tidligere en tredje del af marinen, men blev ved forsvarsforliget i 2000 nedlagt og lagt under Amfibiekåren.
Amfibiekåren er opbygget omkring Stridsbåt 90H, som har op til 21 mand og med kan lethed manøvrere i den svenske Skærgård. Amfibiekåren har også større transportbåde, men kan ikke deltage i større flytteoperationer.
Svenske skibe har præfikset "HMS", Hans/Hennes Majestäts Skepp (Hans/Hendes Majestæts skib). Andre flåder bruger "HSwMS" (His/Her Swedish Majesty's Ship – Hans/Hendes Svenske Majestæts skib) på engelsk for at kunne skelne dem fra det britiske Royal Navy. Siden 1980'erne har svenske overfladeskibe navn efter svenske byer, ubåde efter svenske provinser og minerydningsfartøjer efter svenske fyrtårne.

## Historie
De første tegn på en svensk orlogsflåde ses, hvor Sverige er ved at blive et samlet rige, og Kongen af Svealand indførte leding.

### Begyndelsen
Efter vikingetiden var Sveriges flåde i forfald. Det varede næsten hele middelalderen. Da Gustav Vasa gjorde oprør mod Danmarks styre efter det Stockholmske Blodbad bestod marinen ikke af meget brugbart, og Vasa vidste, at han behøvede en stærk flåde for at føre krig mod Danmark. Han købte på kredit en flåde af en købmand fra Lübeck til 42.000 mark eller ti tønder sølv. Den 7. juni 1522, da 750 tyske lejesvende med ti skibe anløb Stockholm, regnes for den svenske flådes fødsel. Det største skib i denne eskadre var det kravelbyggede skib Lybska Svan. Kong Gustav Vasa fortsatte med at øge flåden og efterlod sig over 30 krigsskibe.
Under Erik XIV nåede flåden sit højdepunkt. Den var i 1566 på 68 skibe med 2.000 kanoner og over 7.000 mands besætning. Besætningerne bestod til dels af hvervede søfolk, dels landsknægte. Endnu fandtes ingen organiseret ledelse bl.a. pga. regentens påpasselighed med at uddelegere sin magt.

### Stormagtstiden
Flåden oplevede en opblomstring under Gustav II Adolf, Kristina og Karl X Gustav. Den erfarne admiral Klas Flemings engagement var hovedårsagen til denne opblomstring. Det svenske amiralitetskollegium blev grundlagt i 1617 og blev reorganiseret i 1634. En skærgårdsflåde blev bygget og bestod i 1643 af 150 mindre fartøjer (lodjor). I 1640 bestod flåden af 40 skibe og 40 galejer med omkring 1.300 kanoner. I 1654 var antallet øget til 50. Den unge Karl XI's formynderregering gjorde lidt eller intet for at holde flåden i stand. Det skulle hurtigt vise sig i de søslag, Sverige udkæmpede mod moderne flåder som den danske eller hollandske. I 1675 bestod flåden af 27 linjeskibe og otte fregatter med i alt 1.934 kanoner. Fire år senere var flåden reduceret til 16 skibe.
Med Hans Wachtmeisters (1641-1714) kraftige bistand skabte Karl XI hurtigt en moderne flåde. Den strategisk beliggende by Karlskrona valgtes som orlogshavn. Flådens overkommando flyttede hertil fra hovedstaden, og allerede i 1679 var der 758 officerer og befalingsmænd samt over 11.000 søfolk. Orlogsflåden var ved kongens død i 1697 øget til 37 linjeskibe og otte fregatter, foruden galejflåden i Stockholm. Da Sverige mistede sin stilling som europæisk stormagt, begyndte en langvarig nedgang for den svenske marine. Frihedstidens regeringer viste ringe vilje til at vedligeholde flåden, og i 1756 var der 24 linjeskibe, 12 fregatter og 26 mindre fartøjer med omkring 2.000 kanoner tilbage. Samme år blev skærgårdsflåden frigjort fra flådens kommando.

### Nedgangen
Det lykkedes Gustav III i en kort periode at genskabe flåden til fordums styrke. Styrken var i 1790 på 26 linjeskibe, 16 fregatter og 280 skærgårdsfartøjer. Flådens overkommando flyttede i 1776 tilbage til Stockholm; fire år senere oprettedes generaladmiralskontoret i Karlskrona. 11 linjeskibe og seks fregatter udgjorde i 1808 sidste rest fra den svenske flådes sidste glansperiode. I 1814 efter freden i Kiel invaderede Sverige Norge. Det blev den sidste krig den svenske flåde deltog i, hvorefter Sverige har fulgt en neutral linje. Efter hovedflåden (linjeskibe og fregatter) og skærgårdsflådens sammenlægning i 1824 gjorde man enkelte mislykkede forsøg på at genoprette flåden. I 1900 blev værnepligten i marinen fastsat til 300 dage.

### Moderne tid
I årtierne efter 2. verdenskrig var den svenske flåde organiseret omkring tre lette krydsere: Tre Kronor, Göta Lejon and Gotland. I de starten af 1960'erne blev det besluttet at skrotte krydserne og bevæge sig mod en lettere og mere mobil flåde. Den sidste krydser, Göta Lejon, blev solgt i 1970 til Chile og omdøbt til Almirante Latorre. Flåden bestod nu af 24 destroyere og fregatter til overfladekrigsførelse (hovedsageligt i Østersøen) og antiubådskrigsførelse.
Den svenske flåde begyndte at eksperimentere med missiler baseret på en funden tysk V2-raket allerede i 1944. Flådens hovedbevæbning var artilleri og torpedoer til overfladekrigsførelse og antiubådsraketter til antiubådskrigsførelse. Helikoptere (Alouette, Boeing Vertol) kom til i 1950'erne og 1960'erne og var integreret i flåden, til der blev oprettet en decideret helikoptertjeneste i 1990'erne.
I 1972 besluttede den svenske regering at udfase samtlige destroyere og fregatter. Det begrænsede flådens bevægelsesfrihed betragteligt, men regeringen fandt det klogt, da man ville fokusere mere på territorialbeskyttelse end at beskytte svenske handelsskibe på åbent hav. I 1980'erne viste det sig at være forkert, og der forekom fiaskoer ved den svenske marines antiubådsoperationer, og der viste sig flere mangler ved skibe og udstyr. I dag er flådens største skibe korvetter, som kan kombinere overfladekrigsførelse, antiubådskrigsførelse samt minerydnigsoperationer med større udholdenhed end den lille flåde i 1980'erne. Den svenske flåde er stadig ikke præget af store enheder og fokuserer stadig på hurtighed og fleksibilitet: korvetterne af Stockholm og Göteborg-klasserne betragtes som de store kampenheder i den svenske marine. Visby-klassen er større, men er ikke et stort skib ift. andre landes flåder.

## Organisation

### 1. Ubådsflotille (1. Ubåtsflottiljen) iKarlskrona
- 3x Gotland-klassen
- 2x Södermanland-klassen
- HMS Orion (A201) (SIGINT[1])

### 3. Søstridsflotille (3. Sjöstridsflottiljen) i Karlskrona
- - 31. Korvetdivision (31. Korvettdivisionen)
    - 2x Stockholm-klassen

  - 32. Korvettdivisionen
    - 2x Visby-klassen

  - 33. Korvetdivision (33. Minröjningsdivisionen)
    - 331. Minerydningsgruppe (331. Minröjningsroten)
      - 2x Landsort-klassen

    - 332. Minerydningsgruppe (332. Minröjningsroten)
      - 1x Styrsö-klassen
      - 1x røgdykkerfarøj af Spårö-klassen

    - 333. Minerydningsgruppe
      - Består af fartøjer som ikke anvendes til uddannelse.

  - 34. Vedligeholdelsesdivision
    - HMS Trossö (A264)

### 4. Søstridsflotille (4. Sjöstridsflottiljen) i Berga
- 41. Korvetdivision (41. korvettdivisionen)
  - 2x Göteborg-klassen
- 42. Minerydningsdivision (42. minröjningsdivisionen)
  - 2x Styrsö-klassen
  - 2x Landsort-klassen
- 43. Vedligeholdningsdivision (43. underhållsdivisionen)
  - HMS Visborg (A265) (kommandoskib)
- Frømandsdivsionen (Röjdykardivisionen)

### Amfibiekorpset (Amfibiekåren) i Berga
- 1. Amfibieregiment (Första amfibieregementet, Amf. 1) Haninge/Berga

## Rangorden

### Officersgruppen
| NATO-rang   | OF-9    | OF-8        | OF-7          | OF-6            | OF-5      | OF-4             | OF-3          | OF-2            | OF-1                     |
| ----------- | ------- | ----------- | ------------- | --------------- | --------- | ---------------- | ------------- | --------------- | ------------------------ |
| Distinktion |         |             |               |                 |           |                  |               |                 |                          |
| Svensk grad | Amiral  | Viceamiral  | Konteramiral  | Flotiljamiral   | Kommendör | Kommendörkapten  | örlogskapten  | Kapten          | Löjtnant Fänrik          |
| Dansk grad  | Admiral | Viceadmiral | Kontreadmiral | Flotilleadmiral | Kommandør | Kommandørkaptajn | Orlogskaptajn | Kaptajnløjtnant | Premierløjtnant Løjtnant |

### Sergent og meniggruppen
| NATO rang   | OR-9                                                           | OR-8                                      | OR-7                                      | OR-6            | OR-5                         | OR-4     | OR-3             | OR-2                                              | OR-1                                          |
| ----------- | -------------------------------------------------------------- | ----------------------------------------- | ----------------------------------------- | --------------- | ---------------------------- | -------- | ---------------- | ------------------------------------------------- | --------------------------------------------- |
| Distinktion |                                                                |                                           |                                           |                 |                              |          |                  |                                                   |                                               |
| Svensk grad | Flottiljförvaltare rang mellem örlogskapten og kommendörkapten | Förvaltare rang mellem löjtnant og kapten | Fanjunkare rang mellem fänrik og löjtnant | Förste sergeant | Sergeant                     | Korpral  | Vicekorpral      | Menig 1. klasse (en ny stribe efter 3, 5 og 7 år) | Menig                                         |
| Dansk grad  | Chefsergent                                                    | Seniorsergent                             | Oversergent                               | Findes ikke     | Sergent Værnepligtig sergent | Korporal | Marinespecialist | Marineoverkonstabel                               | Marinekonstabel Marineelev Værnepligtig menig |